# Cneu Júlio Agrícola
Cneu Júlio Agrícola (em latim: Gnaeus Julius Agricola; 13 de junho de 40 – 23 de agosto de 93 (53 anos)) foi um general romano de origem gaulesa responsável por grande parte da conquista romana da Britânia. Escrito por seu genro Tácito, o livro "De vita et moribus Iulii Agricolae é a fonte primária para a maior parte das informações sobre sua vida. Além disto, ele foi citado também pelo historiador Dião Cássio e aparece em três inscrições encontradas nas ilhas Britânicas, incluindo a Inscrição do Fórum de Verulâmio. Finalmente, uma série de achados arqueológicos no norte da Britânia ajudam a compreender o caminho percorrido por suas campanhas e o dia-a-dia dos romanos na época de Agrícola.
Agrícola começou sua carreira militar na Britânia servindo ao governador Caio Suetônio Paulino e depois assumiu uma variedade de postos civis e militares. Ele foi questor na Ásia em 64, tribuno da plebe em 66 e pretor em 68. Depois de apoiar Vespasiano durante o ano dos quatro imperadores (69), recebeu um comando militar na Britânia como recompensa. Ao final do mandato, em 73, Agrícola voltou para a Roma e foi elevado ao patriciado pelo imperador, que o nomeou governador da Gália Aquitânia. Finalmente Agrícola foi nomeado cônsul sufecto em 77 (não se sabe o período e nem com que colega) e depois governador da Britânia. Foi neste período que ele completou a conquista do território do atual País de Gales e do norte da Inglaterra. Além disso, invadiu a Escócia e construiu fortes por toda a região das Terras Baixas.
Depois de uma carreira inusualmente longa, Agrícola foi reconvocado a Roma em 85 e se retirou da vida pública até sua morte em 93.

## Primeiros anos
Agrícola nasceu na colônia de Fórum Júlio, na Gália Narbonense, e seus pais eram de famílias importantes da nobreza galo-romana local de status senatorial. Seus dois avôs serviram como legados imperiais (governadores). Seu pai, Lúcio Júlio Grecino, foi pretor e entrou para o Senado no ano de seu nascimento. Era conhecido por seu interesse em filosofia. Entre agosto de 40 e janeiro de 41, o imperador Calígula ordenou que ele fosse executado por que ele se recusou a processar o primo de segundo grau do imperador, Marco Júnio Silano.
Sua mãe chamava-se Júlia Procila. Tácito a descreve como uma "senhora de virtude singular" e afirma que ela adorava o filho. Agrícola foi educado em Massília e demonstrou o que era considerado na época um "pouco saudável interesse em filosofia".

## Carreira política
Agrícola começou sua vida pública como tribuno militar, servindo na Britânia abaixo do governador Caio Suetônio Paulino entre 58 e 62. Provavelmente estava ligado à Legio II Augusta, mas acabou escolhido para servir no staff do governador. É quase certo que tenha participado da supressão da revolta de Boudica em 61.
De volta a Roma em 62, Agrícola se casou com Domícia Decidiana, uma nobre romana. O primeiro filho do casal foi um menino. Agrícola foi nomeado questor em 64 e serviu na Ásia abaixo do corrupto procônsul Lúcio Sálvio Otão Ticiano, irmão do futuro imperador Otão. Enquanto estava lá, sua filha, Júlia Agrícola, nasceu, mas seu filho morreu logo em seguida. Em 66, Agrícola foi eleito tribuno da plebe e pretor em junho de 68; foi neste período que recebeu ordens do governador da Hispânia, Galba, de inventariar as riquezas dos templos romanos.
Em junho de 68, Nero foi deposto e se matou e um período de guerra civil conhecido como "ano dos quatro imperadores" começou. Galba sucedeu Nero, mas foi assassinado no começo de 69 por Otão, que assumiu o trono. A mãe de Agrícola foi assassinada em suas terras na Ligúria por uma frota de saqueadores sob o comando de Otão, o que fez com que Agrícola lançasse seu apoio a Vespasiano assim que ele foi proclamado no oriente. Otão, nesse ínterim, se matou depois de ser derrotado por Vitélio na Primeira Batalha de Bedríaco.
Depois que Vespasiano derrotou Vitélio e se estabeleceu como imperador, Agrícola foi nomeado para comandar a XX Valeria Victrix, estacionada na Britânia, no lugar de Marco Róscio Célio, que havia iniciado um motim contra o governador Marco Vécio Bolano. A Britânia havia se revoltado durante o ano dos quatro imperadores e Bolano era um governador brando demais para a ocasião. Agrícola re-estabeleceu a disciplina na legião e ajudou a consolidar a ocupação romana. Em 71, Bolano foi substituído por um governador mais agressivo, Quinto Petílio Cerial, e Agrícola pôde demonstrar suas habilidades como comandante militar em campanhas contra os brigantes no norte da Inglaterra.
Quando seu comando terminou, em 73, Agrícola foi elevado ao patriciado e nomeado governador da Gália Aquitânia, onde permaneceu por três anos. Em 76 ou 77, ele foi chamado de volta a Roma e nomeado cônsul sufecto; neste período, Agrícola noivou sua filha com Tácito. No ano seguinte, os dois se casaram, Agrícola foi admitido no colégio de pontífices e retornou à Britânia pela terceira vez, desta vez como legado imperial (governador).

## Governador da Britânia
Chegando no meio do verão de 77, Agrícola descobriu que os ordovicos do norte de Gales haviam praticamente destruído a cavalaria romana estacionada em seu território. Ele imediatamente marchou para lá e os derrotou. Depois, seguiu para o norte até a ilha de Mona, que Suetônio não havia conseguido tomar em 60 por causa da revolta de Boudica, e forçou seus habitantes a se renderem. Ele estabeleceu uma boa reputação como administrador e como comandante militar reformando o extremamente corrompido sistema de coleta de impostos sobre o milho. Além disso, Agrícola introduziu outras medidas romanizadoras, encorajando as comunidades a construírem cidades seguindo o modelo romano e educando os filhos da nobreza local no padrão romano.
Agrícola também expandiu o território romano para o norte, abarcando a Caledônia (moderna Escócia). No verão de 79, ele seguiu com seu exército até o estuário do rio Taus, geralmente interpretado como sendo o Firth of Tay, praticamente sem enfrentar oposição e construiu fortes pelo caminho. Apesar da localização destes fortes não ter sido especificada por Tácito, o forte encontrado em Elginhaugh, em Midlothian, é um possível candidato.

### Possível campanha na Irlanda
Em 81, Agrícola "cruzou no primeiro navio" e derrotou "povos desconhecidos dos romanos" até então. Tácito, no capítulo 24 de "Agrícola", não especifica qual foi o rio ou mar atravessado, mas a maioria dos estudiosos acredita ter sido o Clyde ou o Forth, com alguns tradutores inclusive acrescentando o nome de seu rio preferido às suas traduções. Porém, o resto do capítulo trata exclusivamente da Irlanda, o que indica que o sudoeste da Escócia é um local mais adequado. O texto de "Agrícola" foi emendado mais tarde para relatar os romanos "invadindo regiões desoladas e sem caminhos", uma referência à região selvagem da península de Galloway (Rhins of Galloway). Ele fortificou a costa de frente para a Irlanda e Tácito conta que seu sogro geralmente se gabava de que poderia conquistar a ilha toda com uma única legião e uns poucos auxiliares. Ele havia inclusive dado refúgio ao um rei irlandês exilado na esperança de utilizá-lo como desculpa para sua conquista, que jamais aconteceu. Alguns historiadores acreditam que a travessia citada era, na realidade, uma pequena campanha exploratória ou uma expedição punitiva na Irlanda, mas nenhum acampamento romano foi identificado até o momento para confirmar essa sugestão.
Lendas irlandesas fornecem um paralelo interessante. Conta-se que Tuathal Teachtmhar, um lendário grande rei, teria sido banido da Irlanda ainda um garoto e retornou da Britânia à frente de um grande exército para reclamar o trono. A data tradicional de seu retorno é 76-80 e achados arqueológicos romano-britânicos foram encontrados em diversos locais associados a Tuathal.

### Invasão da Caledônia (Escócia)
No ano seguinte, Agrícola construiu uma frota e cercou as tribos além do rio Forth, o que levou os caledonianos a se revoltarem em grande número contra ele. Eles atacaram o acampamento da IX Hispana durante a noite, mas Agrícola enviou sua cavalaria e conseguiu repelir os invasores. Os romanos responderam avançando ainda mais para o norte. Outro filho de Agrícola nasceu neste mesmo ano, mas morreu antes de completar um ano.
No verão de 83, Agrícola enfrentou novamente o enorme exército dos caledonianos liderado por Calgaco na Batalha de Monte Gráupio. Tácito estima que havia mais de 30 000 guerreiros caledonianos. Agrícola colocou os auxiliares na linha de frente, manteve suas legiões na reserva e contava num combate corpo-a-corpo para inutilizar as espadas cortantes sem ponta dos caledonianos impedindo-os de movê-las de forma adequada. Apesar de os caledonianos terem entrado em colapso e perdido a batalha, dois terços das forças conseguiram escapar para as Terras Altas, a "desolação sem trilhas" nas palavras de Tácito. As baixas foram estimadas em cerca de 10 000 caledonianos e cerca de 360 romanos.
Diversos autores concordam que esta batalha ocorreu na cordilheira dos montes Grampianos à vista do mar do Norte. Em particular, Roy, Surenne, Watt, Hogan e outros apresentaram a tese de que a batalha pode ter ocorrido em Kempstone Hill, Megray Hill ou outros montes perto do acampamento romano de Raedykes; todas estas elevações estão próximas de Elsick Mounth, uma antiga trilha utilizada por romanos e caledonianos para manobras militares. Porém, depois da descoberta do acampamento romano em Durno, em 1975, a maior parte dos estudiosos passou a acreditar que a batalha tenha se realizado em um descampado perto de Bennachie, em Aberdeenshire.
Satisfeito com sua vitória, Agrícola exigiu reféns das tribos caledonianas e possivelmente levou seu exército até a costa norte da ilha como atesta a descoberta de um possível forte romano em Cawdor, perto de Inverness.
Finalmente, Agrícola ordenou que o prefeito da frota navegasse pela costa norte, confirmando (supostamente pela primeira vez) que a Britânia era de fato uma ilha.

## Anos finais
Agrícola foi chamado de volta a Roma em 85 depois de um mandato inusualmente longo como governador. Tácito afirma que Domiciano ordenou que ele voltasse para que seus sucessos não ofuscassem suas próprias modestas vitórias na Germânia. Ele chegou em Roma discretamente, reportando-se, conforme ordenado, no palácio imperial ainda durante a noite. A relação estre Agrícola e Domiciano é, contudo, obscura; por um lado, Agrícola recebeu a ornamenta triumphalia e uma estátua (as duas maiores condecorações militares romanas disponíveis para pessoas de fora da família imperial), mas, por outro, Agrícola não assumiu nenhum outro posto civil ou militar, apesar de sua experiência e renome. Ele recusou a posição de procônsul da África, seja por causa de sua saúde ou, como alega Tácito, por maquinações do imperador.
Em 93, Agrícola morreu nas terras da família na Gália Narbonense aos cinquenta e três anos. Rumores circularam na época de sua morte de que um veneno havia sido misturado em sua comida por ordem de Domiciano, mas nenhuma evidência sobre isto jamais foi descoberta.